# Sablon (Bruselas)

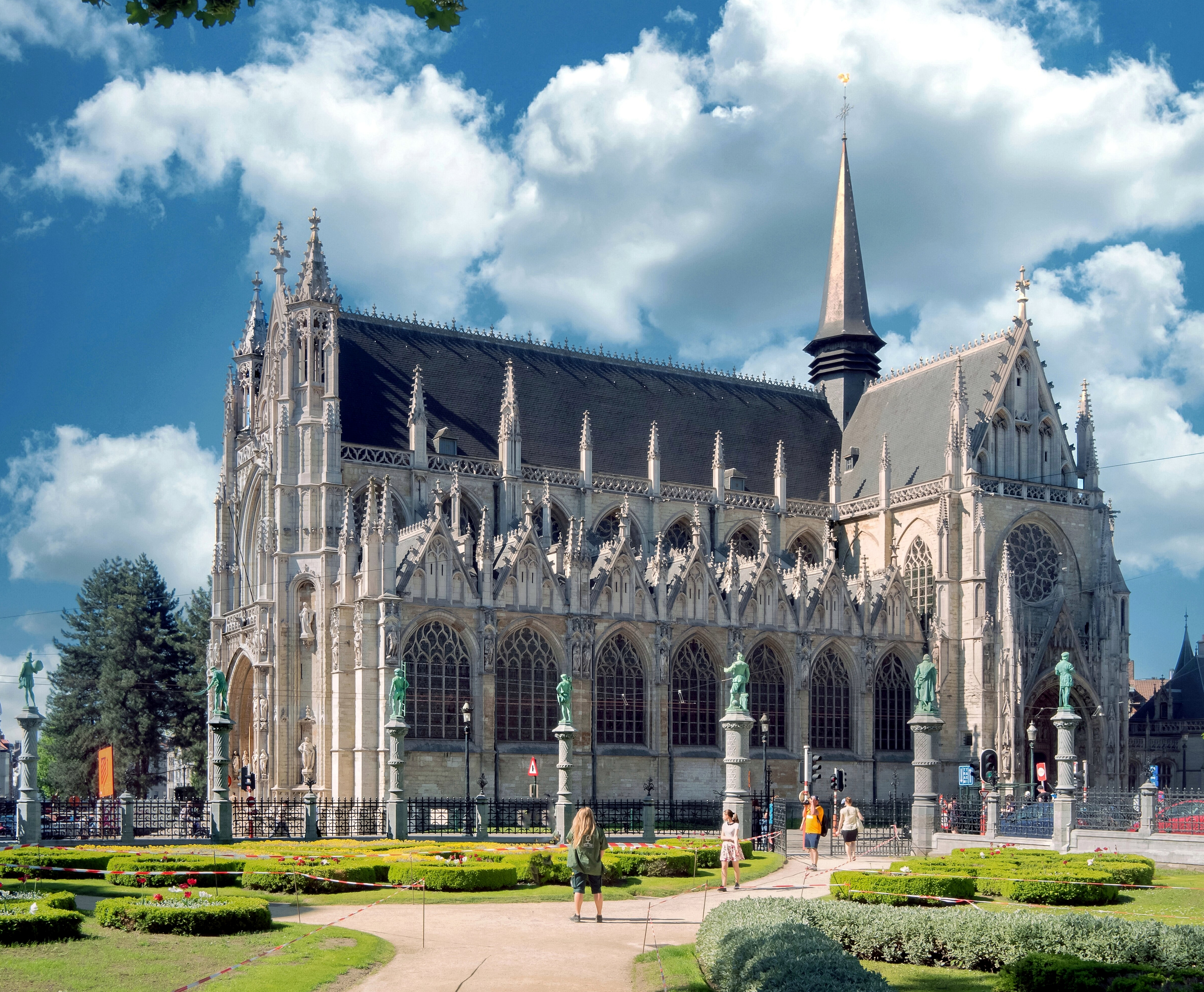
Iglesia de Nuestra Señora del Sablon vista desde el jardín del Petit Sablon

El Sablon (en francés) o Zavel (neerlandés) es un barrio y una colina en la histórica ciudad alta de Bruselas, Bélgica. En su centro se encuentran dos plazas gemelas: la mayor, el Grand Sablon o Grote Zavel ("Gran Sablón"), en el noroeste, y la menor, el Petit Sablon o Kleine Zavel ("Pequeño Sablón"), plaza con jardines, en el sureste, divididas por la iglesia de Nuestra Señora del Sablón.

## Historia

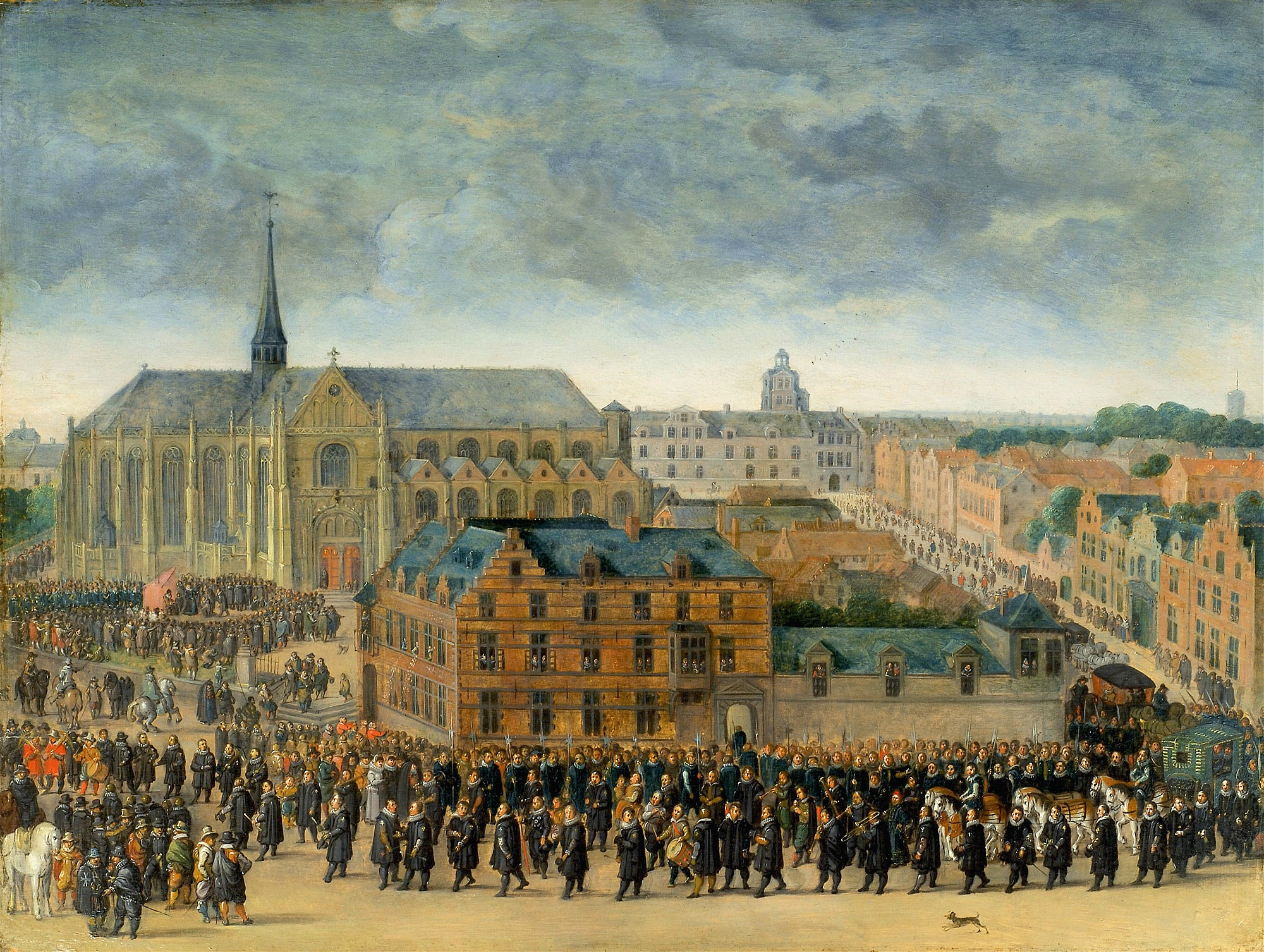
La obra de Antoon Sallaert La infanta Isabela dispara al arrendajo del Grand Serment [gremio de ballesteros] con una ballesta en el Sablon de Bruselas representa un Ommegang en 1615.

### Historia temprana
El Sablon se encuentra cerca del barrio de Mont des Arts / Kunstberg, no muy lejos de las primeras murallas de Bruselas. Originalmente era un espacio abierto sin uso, con zonas de humedales, pastizales y arena, donde un ermitaño hizo su hogar. Las palabras sablon en francés y zavel en holandés significan arena de grano fino, a medio camino entre limo y arena. El Hospital de San Juan (francés: Hôpital Saint-Jean, neerlandés: Sint-Jansgasthuis) utilizó la zona como cementerio en el siglo XIII, al haberse quedado sin espacio en su propio cementerio.
En 1304, el Gremio de los hermanos y hermanas del Hospital de San Juan cedió el terreno al Gremio de Ballesteros. Construyeron en el lugar una modesta capilla dedicada a Nuestra Señora, terminada en 1318, iniciando la transformación de la zona. La leyenda cuenta que la capilla se hizo famosa después de que una devota local llamada Beatrijs Soetkens tuviese una visión en la que la Virgen María le ordenaba robar la estatua milagrosa de Onze-Lieve-Vrouw op 't Stocxken ("Nuestra Señora en el palito") en Amberes, traerla a Bruselas y colocarla en la capilla del Gremio de Ballesteros. La mujer robó la estatua y, por una serie de acontecimientos milagrosos, pudo transportarla a Bruselas en barco en 1348. Entonces fue colocada solemnemente en la capilla y venerada como patrona del gremio. La Cofradía se comprometió a celebrar una procesión anual, llamada Ommegang, en la que la estatua sería llevada por Bruselas. Este Ommegang se convirtió en un importante acontecimiento religioso y civil en el calendario anual de Bruselas.

### Siglos XV al XVIII

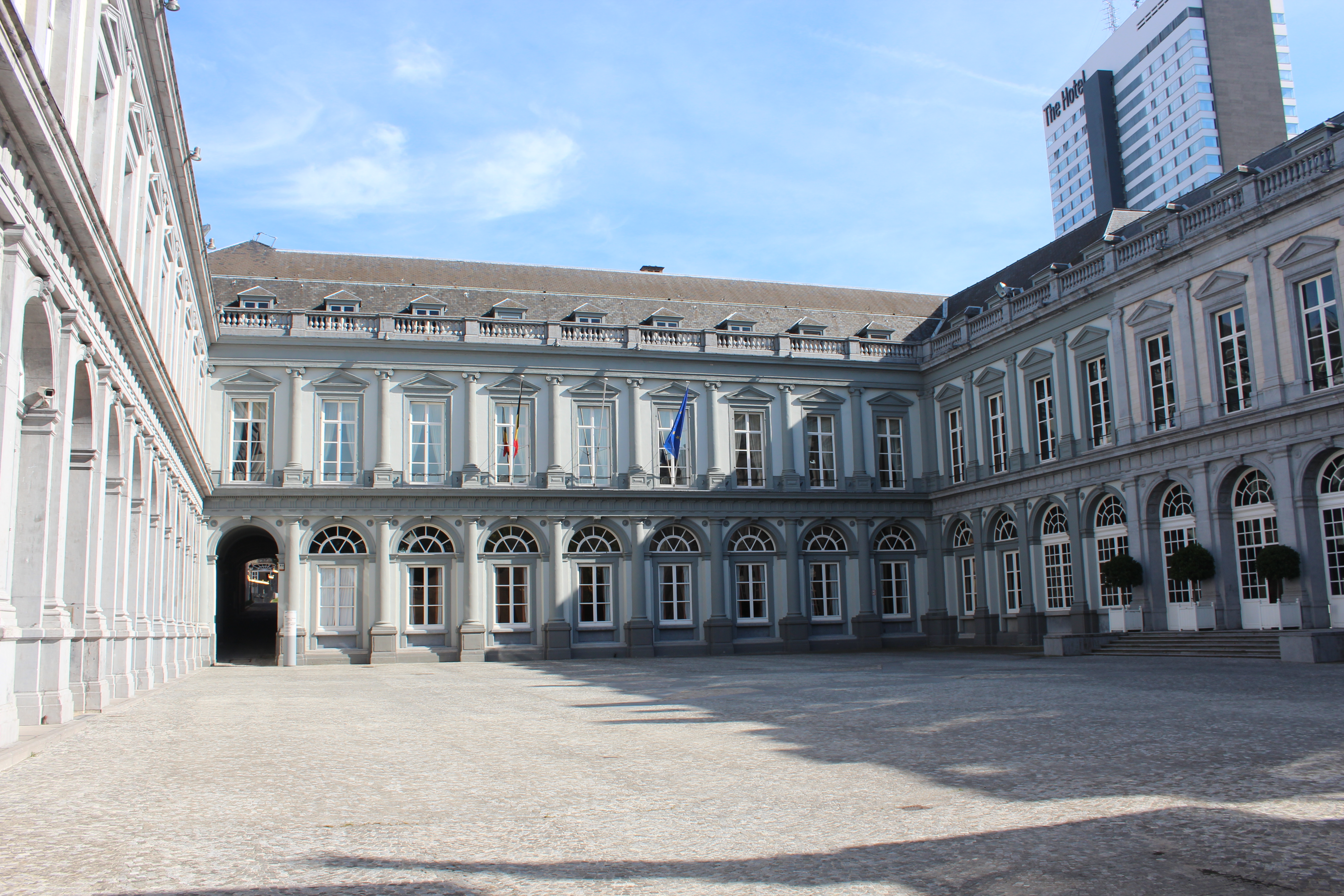
El Palacio Egmont, ahora parte del Ministerio de Relaciones Exteriores de Bélgica

En el siglo XV, el barrio comenzó a ampliarse sustancialmente. La capilla fue reconstruida como la iglesia de Nuestra Señora del Sablón, más grande y elegante, que aún se mantiene en pie. En 1470, el duque Carlos el Temerario encargó a un organismo la creación de una calle que fuera desde su cercano Palacio de Coudenberg hasta la iglesia. La iglesia se convirtió en el lugar de los bautismos de los príncipes; el cortejo bautismal de la archiduquesa María de Austria se dirigió a Nuestra Señora del Sablón en lugar de a la iglesia de San Miguel y Santa Gúdula (ahora una catedral), que había tenido ese honor anteriormente. La gobernadora Margarita de Austria también lo convirtió en el sitio de sus devociones religiosas. En 1530, vio la mayor procesión de julio de su historia. Estos símbolos del favor real garantizarían la prosperidad duradera de la zona de Sablon. 

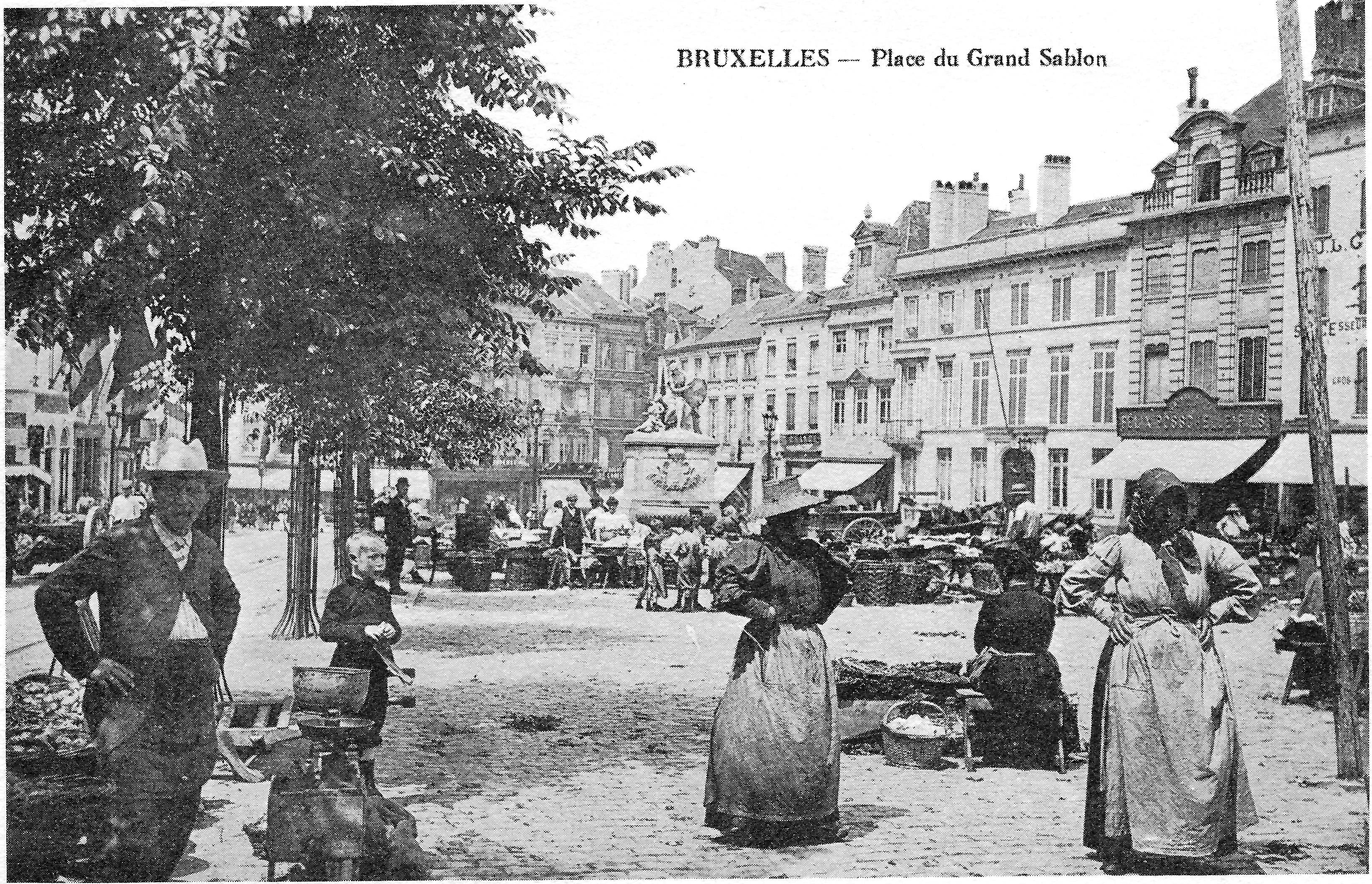
El Grand Sablon y su mercado, c. 1900

En el siglo XVI, los nobles más destacados de Bruselas se establecieron en la parte alta del Sablon y en la Rue aux Laines. Los Egmonts, los Culemborgs, los Brederodes y los Mansfelds fueron los primeros, y a ellos se unieron los De Lannoys, los De Lalaings, los Thurn und Taxis y los Solres. El resultado fue que, en el siglo XVII, el Sablon había crecido hasta convertirse en el barrio más aristocrático y próspero de la ciudad. El palacio de Egmont, en el Petit Sablon, sigue en pie y es la mejor muestra de cómo era la zona en su momento de esplendor; en la calle de los Laines se mantienen las grandiosas casas de los Lannoys y de los Mérode-Westerloo. En 1566, la mansión Culemborg, situada en la calle de los Pequeños Carmes/Karmelietenstraat, fue el lugar donde se redactó el Compromiso de los Nobles, que acabó desembocando en la Revuelta de los Países Bajos. Para eliminar cualquier rastro de este acto sedicioso contra el rey, el duque de Alba arrasó la mansión en 1568.
La proximidad del cementerio ya irritaba a sus vecinos aristócratas en 1554, pero habría que esperar otro siglo y medio para que el gobierno de Bruselas reconociera que la situación se había vuelto insoportable. Informaron de que los cadáveres "a menudo se descuidaban y se dejaban en tumbas a medio cubrir, de las que los perros habían arrancado varias veces partes y corrían a plena luz del día con brazos y piernas en la boca". Por ello, en 1704 se decidió trasladar el cementerio a la zona de Marolles/Marollen.

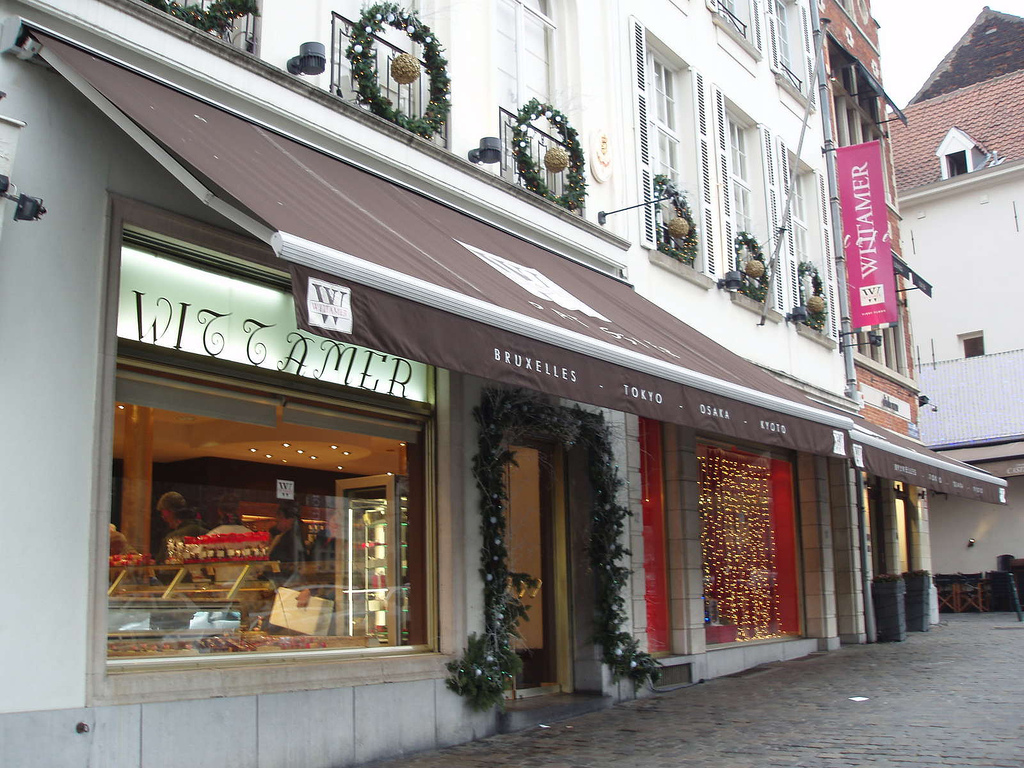
La chocolatería Wittamer & Co, en la plaza del Gran Sablón. Tras perder su prestigio, el Sablon vuelve a ser chic.

### sigloXIXal presente
El barrio del Sablon fue remodelado en el siglo XIX cuando la calle de la Regencia/Regentschapstraat atravesó la zona, creando una arteria de estilo haussmaniano entre el Palacio Real de Bruselas y el nuevo Palacio de Justicia. La nueva calle bordeaba la iglesia, y todos los edificios inmediatamente adyacentes fueron demolidos a partir de 1872, abriendo nuevas vistas de la iglesia. En esa ocasión, los edificios no directamente adyacentes a la iglesia fueron renovados y mejorados 
Desde el siglo XIX hasta principios del XX, el Grand Sablon se convirtió en un lugar de renombre para un deporte llamado jeu de balle o balle pelote, un juego de pelota similar al balonmano moderno. Aunque este deporte ya no se practica mucho hoy en día, gozaba de una inmensa popularidad en aquella época. Los reyes de los belgas se veían con frecuencia entre los espectadores de un partido; Leopoldo II explicó que acudía con frecuencia a ver los partidos, ya que vivía en la zona.
La composición social del barrio cambió con el paso del tiempo. En el siglo XIX, la aristocracia lo abandonó paulatinamente en favor de barrios más nuevos y elegantes, como el barrio de Leopold. En el siglo XX, la Square du Grand Sablon/Grote Zavelsquare fue ocupada por una población más modesta, caracterizada por pequeños talleres y almacenes. A finales de los años 60, el carácter de la zona comenzó a cambiar de nuevo. Múltiples tiendas de antigüedades se instalaron en la zona, tras los derribos en la cercana zona de Mont des Arts. Poco a poco, el Sablon volvió a ser una zona deseable, dando lugar al neologismo "sablonización", una versión local del aburguesamiento. Recientemente se han instalado en la zona numerosos chocolateros y pasteleros, que vuelven a ser el corazón de la clase alta bruselense.

## Grand Sablon

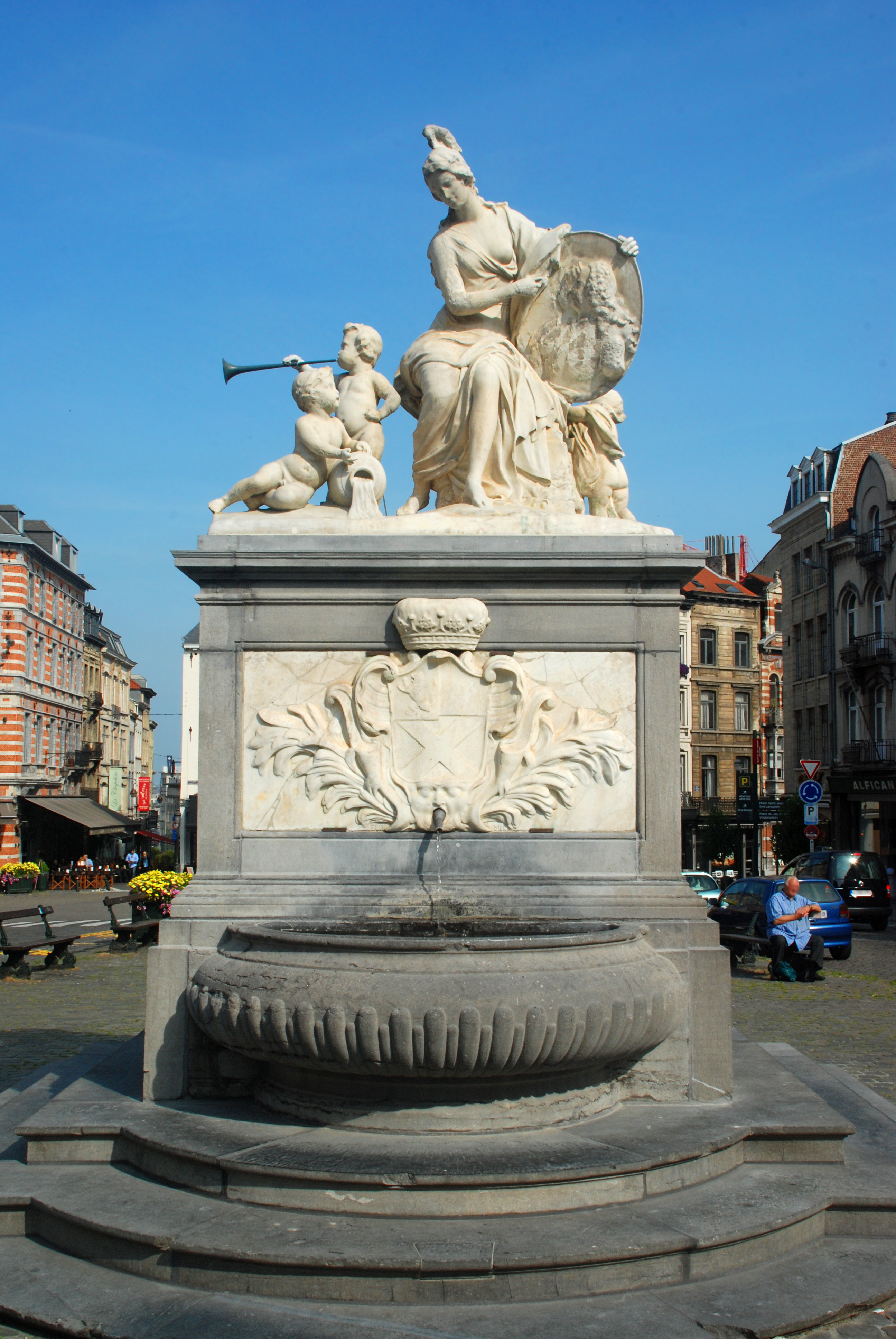
Fuente de Minerva en la Plaza del Gran Sablón/Plaza de la Zavilla

### Historia
La plaza del Gran Sablón se encuentra al noroeste de la iglesia. Tiene forma de triángulo alargado, de unos 50 m de anchura en el sureste, que termina en un punto de unos 130 m al noroeste. Cuando los bruselenses se refieren al "Sablon" sin matizar, suelen referirse al Grand Sablon. El Gran Sablón estaba unido al Pequeño Sablón por la calle Bodenbroek/Bodenbroekstraat y la calle de los Sablones/Zavelstraat, aunque la división entre los dos Sablones se acentuaba por la calle de la Régence/Regentschapstraat que atravesaba la zona.
En el siglo XVI, el Grand Sablon era conocido como el Peerdemerct (mercado de caballos en neerlandés medio, latín: Forum Equorum), debido al mercado de caballos que se celebró allí desde 1320 hasta 1754. El lugar también era conocido como el Zavelpoel ("estanque de arena") debido a un estanque en el centro que duraría hasta 1615. Después de que el estanque se llenara, se erigió una fuente en su lugar en 1661. El agua llegaba a la fuente por un nuevo conducto desde Obbrussel (actual Saint-Gilles). Esta fuente fue sustituida en 1754 por la actual Fuente de Minerva, que fue un regalo póstumo del noble británico exiliado Thomas Bruce, 2º conde de Ailesbury, que deseaba agradecer al pueblo de Bruselas su hospitalidad. La fuente fue renovada en 1999.
El Grand Sablon solía ser escenario de festivales y concursos, pero también de trágicos acontecimientos. El 1 de junio de 1568, fue el lugar de una ejecución masiva, ya que 18 firmantes del Compromiso de los Nobles fueron decapitados. 

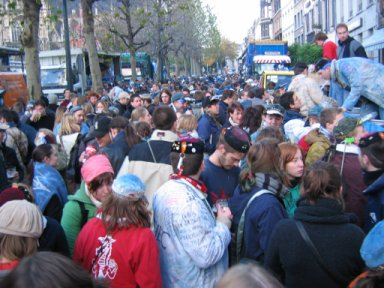
Fiestas de Saint-Verhaegen

### En la actualidad
El Grand Sablon es hoy en día un barrio genuino con residentes y pequeñas empresas, al mismo tiempo que es un lugar popular para pasear y una atracción turística. Alrededor de la plaza hay numerosas tiendas de antigüedades, boutiques de moda, hoteles, restaurantes, una casa de subastas y numerosas pastelerías y chocolateros belgas de renombre, como Neuhaus, Pierre Marcolini y Godiva . Los sábados y domingos, el Grand Sablon alberga el mercado de libros y antigüedades de Sablon.
Como ocurre con muchas otras plazas públicas de Bruselas, el Grand Sablon se ha transformado parcialmente en un estacionamiento. Se está estudiando un plan de rehabilitación del espacio.
Cada año, el Sablon es el punto de partida de la procesión Ommegang de Bruselas. El 20 de noviembre, acoge el inicio del desfile de estudiantes de Saint-Verhaegen, que celebra la fundación de la Universidad libre de Bruselas y las universidades Vrije Universiteit Brussel.

## Petit Sablon

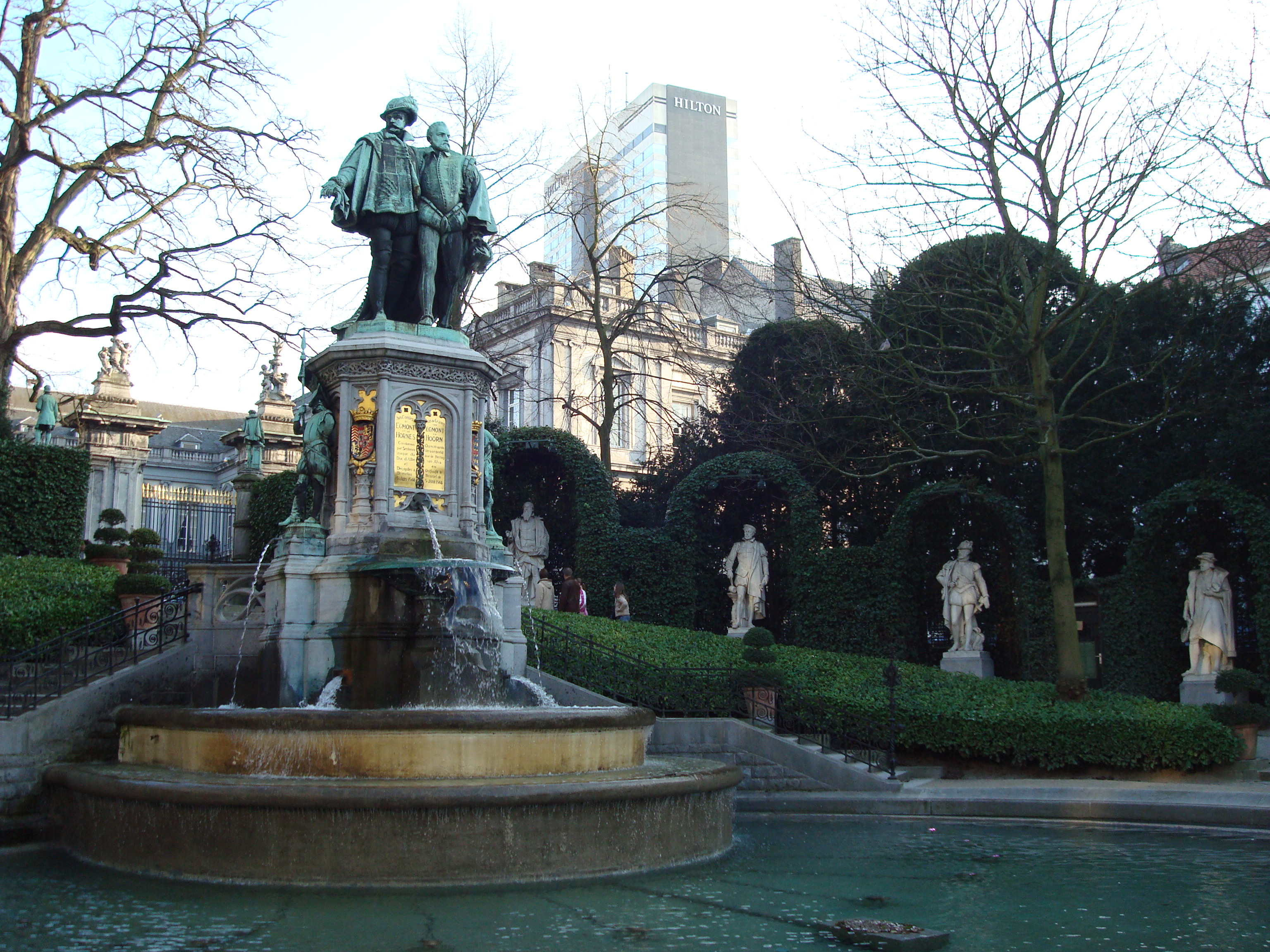
Fuente de los condes Edgmont y Horn en el jardín del Petit Sablon

Al sureste de la iglesia, y un poco cuesta arriba, se encuentra la Square du Petit Sablon / Kleine Zavelsquare . Es un jardín aproximadamente rectangular, con árboles, setos, flores y, sobre todo, estatuas.
En la Edad Media, el Zavelbeek ("arroyo del Sablon") nacía en el Petit Sablon. Desembocaba casi en línea recta en el río Senne, uniéndose a él aproximadamente en la actual plaza Fontainas/Fontainasplein. Las calles de la zona siguen su curso hasta el día de hoy. En el Petit Sablon se encontraba el cementerio del Hospital de San Juan, mencionado anteriormente, hasta que fue trasladado.

El jardín actual fue creado por el arquitecto Henri Beyaert y fue inaugurado en 1890. Está rodeado por una valla de hierro forjado ornamentada inspirada en una que alguna vez decoró el Palacio Coudenberg . La cerca está salpicada de altos pilares de piedra; encima de cada pilar hay una estatua de una o más profesiones históricas, con 48 estatuas en total. Para asegurarse de que las estatuas fueran estilísticamente coherentes, Beyaert le pidió al pintor Xavier Mellery que diseñara todas las estatuas. Cada pilar tiene un diseño único, al igual que cada sección de la cerca.

Esculturas del Petit Sablon
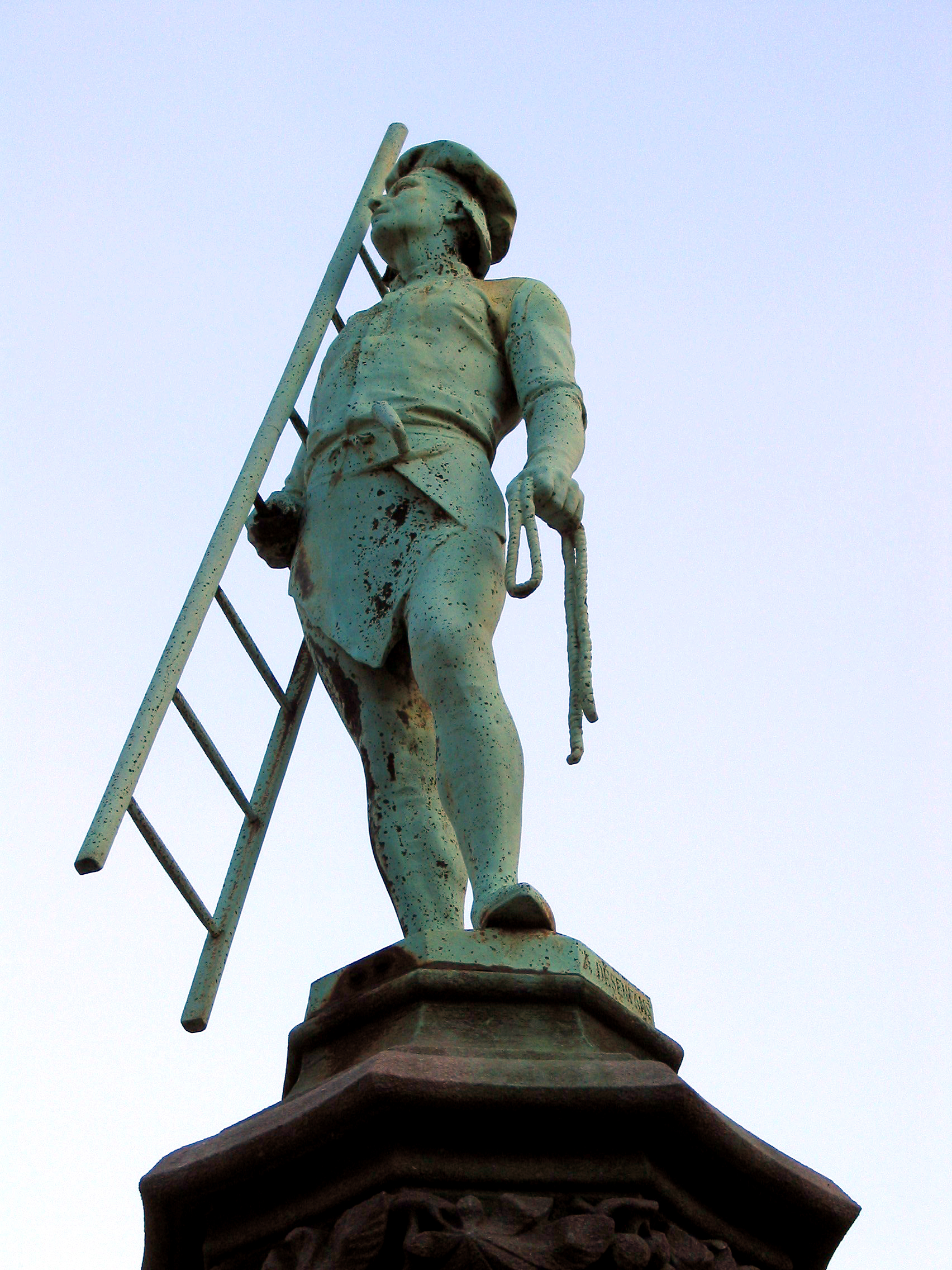
El pizarrero
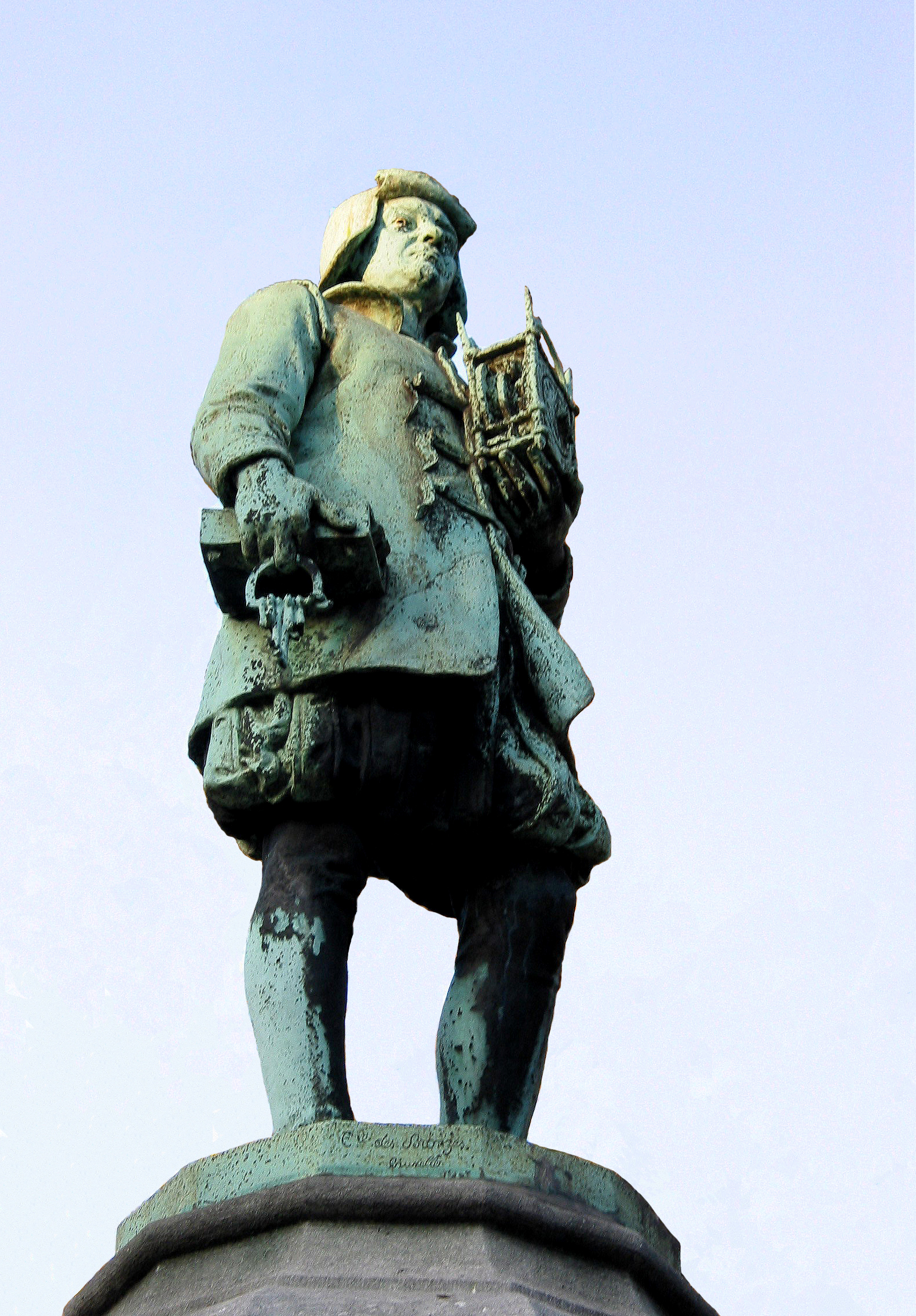
El relojero
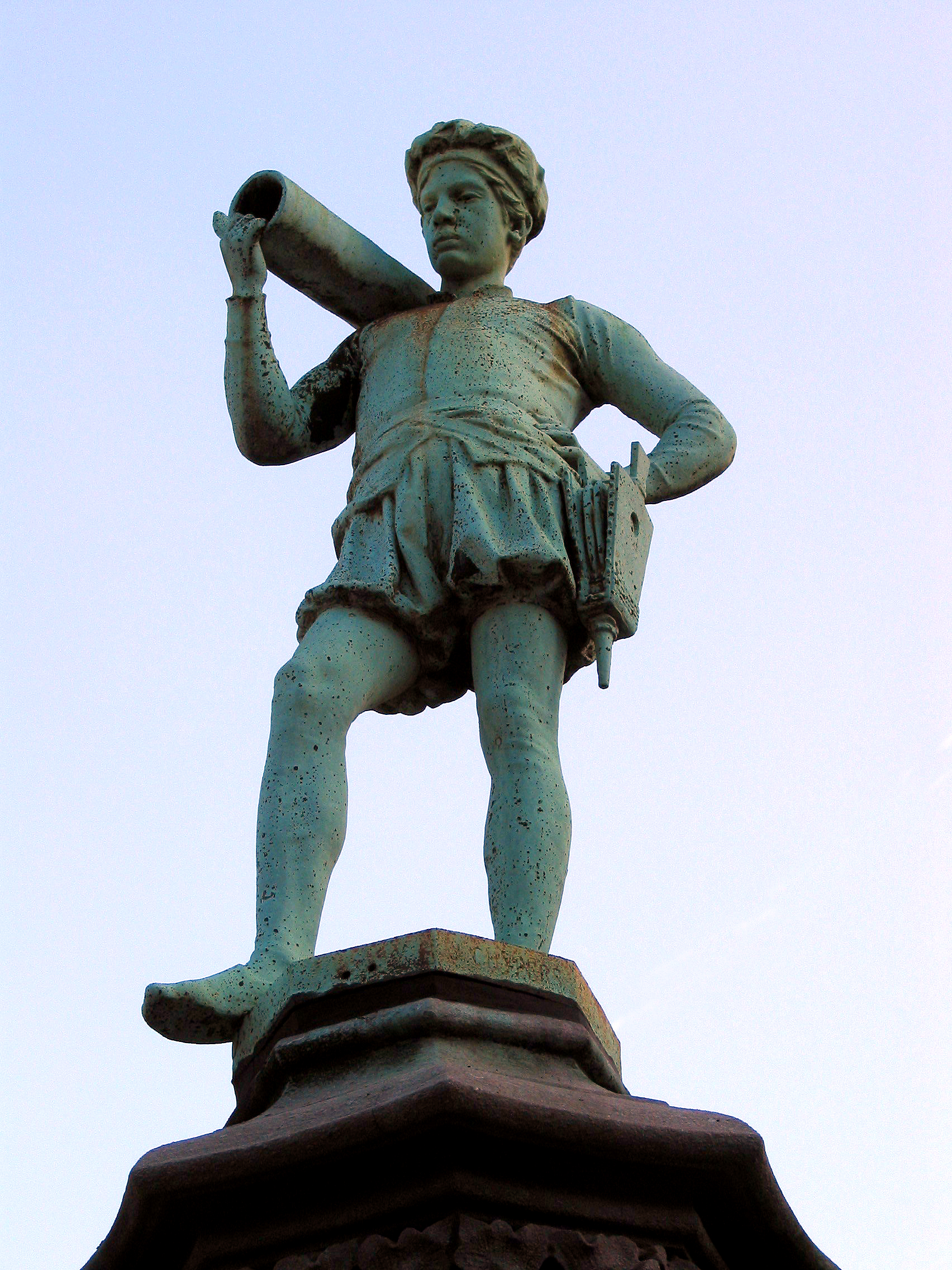
El fontanero
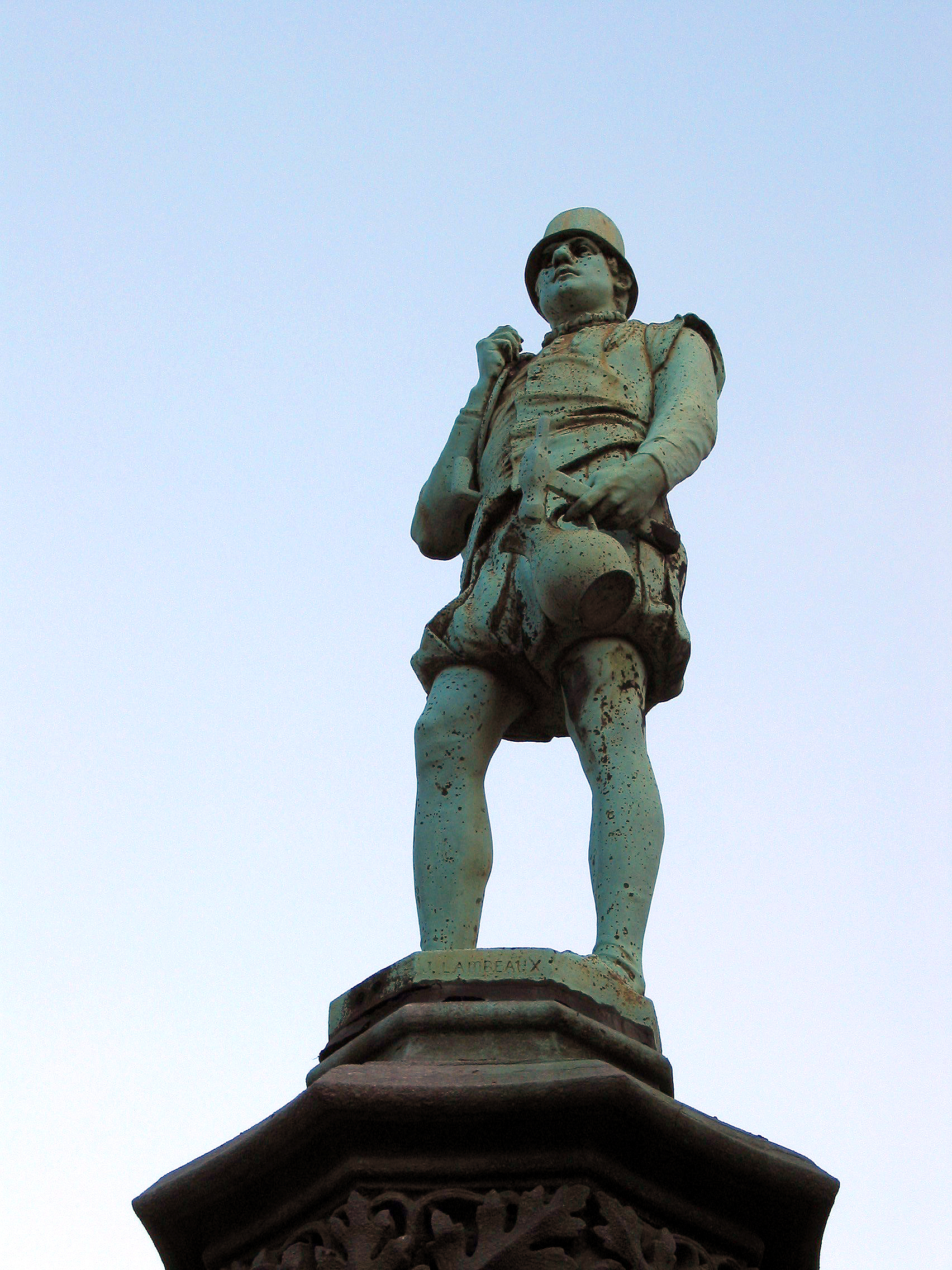
El calderero
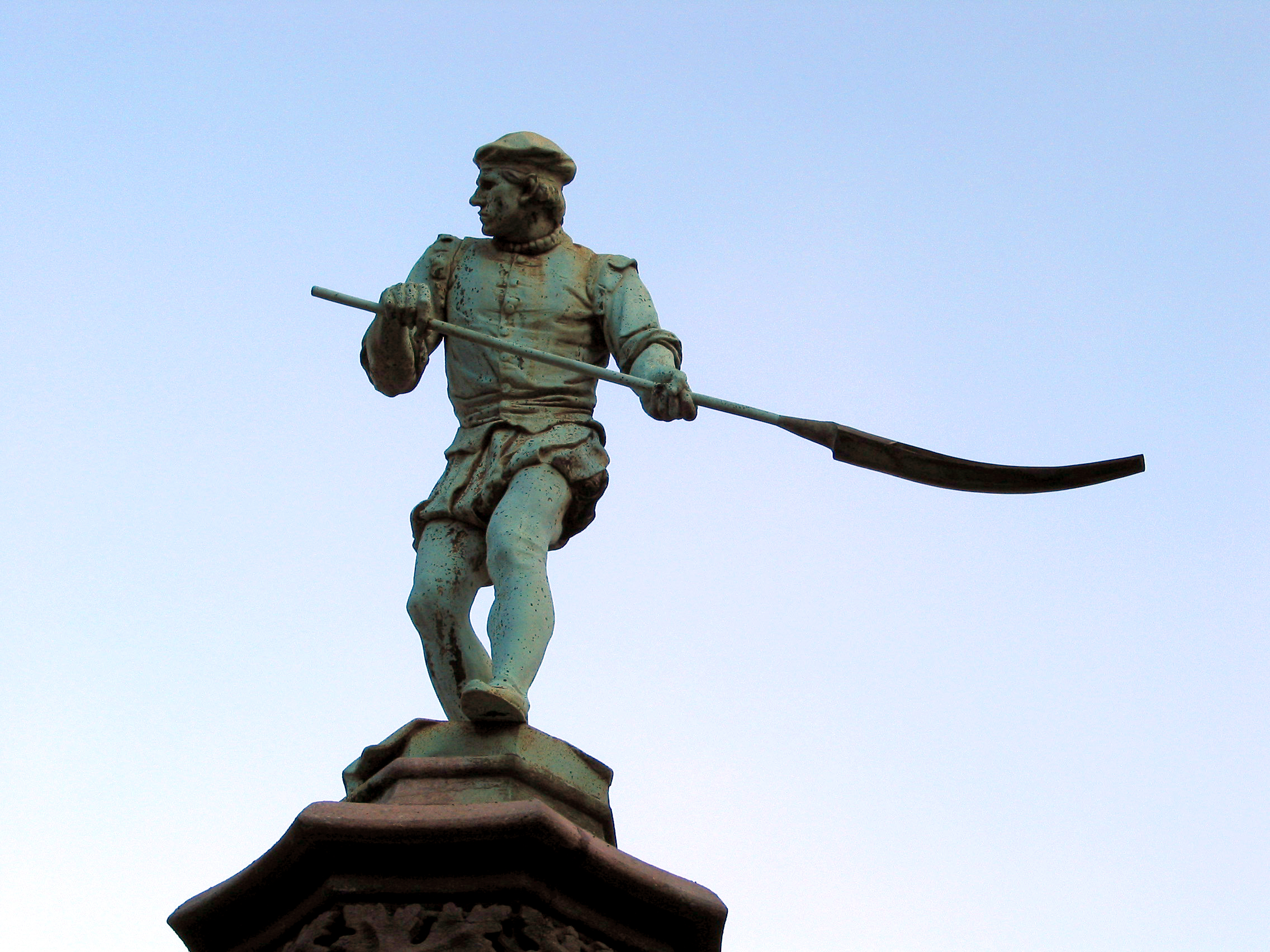
El blanqueador (Launderer)

En el centro del jardín se encuentra una fuente-escultura de los Condes Edgmont y Horne, que fueron símbolos de resistencia contra la tiranía española que desató la Revuelta Holandesa. Este monumento estaba inicialmente frente a la Casa del Rey en la Grand Place, el lugar de su ejecución. Está rodeado por un semicírculo de diez estatuas de figuras políticas, intelectuales y artistas del siglo XVI.